# Etapa Departamental de Junín 2024
La Etapa Departamental de Junín 2024 es parte de la Copa Perú 2024 es la edición número 58 del balompié juninense.que da un cupo de ascenso para la Liga 3 2025.

## Sistema de juego
Los clubes que se adhieren a las ligas de sus provincias tendrán que superar varias fases para la obtención del campeonato de las ligas provinciales y avanzar a la Etapa Departamental de Junín. Los cotejos serán de ida y vuelta hasta las instancias finales en el que tanto los dos equipos finalistas se medirán en un escenario neutral. De esa manera los dos finalistas del campeonato juninense, el campeón como el subcampeón accederán a jugar la tercera división o Liga 3 2025, liga de ascenso recién creada.

## Participantes
| Provincia                       | Equipo                                         | Vía de clasificación                     | Estadio                                |
| ------------------------------- | ---------------------------------------------- | ---------------------------------------- | -------------------------------------- |
| Chanchamayo 2 cupos             | Atlético Chanchamayo Defensor Municipal Perené | Campeón Provincial Subcampeón Provincial | Estadio Municipal de San Ramón         |
| Chupaca 2 cupos                 | Echa Lolo Miraflores                           | Campeón Provincial Subcampeón Provincial | Estadio Eleazar Patiño "La Perla"      |
| Concepción 2 cupos              | Municipal Usibamba Defensor Concepción         | Campeón Provincial Subcampeón Provincial | Estadio Richard Muller Vozeler         |
| Huancayo 2 cupos                | Deportivo Sucre Atlético Wanka                 | Campeón Provincial Subcampeón Provincial | Mariscal Castilla                      |
| Jauja 2 cupos                   | Defensor Cormis FBC Sacas                      | Campeón Provincial Subcampeón Provincial | Estadio Monumental de Jauja            |
| Junín 2 cupos                   | Municipal Huayre Municipal Apan                | Campeón Provincial Subcampeón Provincial | Estadio Vencedores de Junín            |
| Satipo 2 cupos                  | Municipal Pangoa Alipio Ponce                  | Campeón Provincial Subcampeón Provincial | Estadio Municipal de Mazamari          |
| Tarma 2 cupos                   | Deportivo Muruhuay Sport Dos de Mayo           | Campeón Provincial Subcampeón Provincial | Estadio Simón Peña Estadio Unión Tarma |
| Tayacaja (Huancavelica) 2 cupos | Deportivo Progreso Deportivo Meza              | Campeón Provincial Subcampeón Provincial | Estadio Municipal de Pampas            |
| Yauli 2 cupos                   | Deportivo Cocaya Social Yauli                  | Campeón Provincial Subcampeón Provincial | Estadio Municipal de Yauli             |

## Primera fase
Para la temporada 2024 los cruces choques serían de cuatro grupos A, B, C D y E con cuatro equipos por grupo. Los encuentros serán de ida y vuelta.
| Grupo A | Grupo A          | Grupo A | Grupo A | Grupo A |
| Pos.    | Club             | PJ      | DG      | PTS     |
| ------- | ---------------- | ------- | ------- | ------- |
| 1       | Atlético Wanka   | 3       | +5      | 7       |
| 2       | Municipal Perené | 3       | +1      | 5       |
| 3       | Deportivo Meza   | 3       | -3      | 3       |
| 4       | Municipal Yauri  | 3       | -3      | 1       |

- Primera fecha
  - Estadio:
  - Fecha:
  - vs

- - Estadio:
  - Fecha:
  - vs

- Segunda fecha
  - Estadio
  - Fecha:
  - vs

- - Estadio
  - Fecha:
  - vs

- Tercera fecha
  - Estadio
  - Fecha:
  - vs

- - Estadio
  - Fecha:
  - vs

| Grupo B | Grupo B            | Grupo B | Grupo B | Grupo B |
| Pos.    | Club               | PJ      | DG      | PTS     |
| ------- | ------------------ | ------- | ------- | ------- |
| 1       | Muncipal Pangoa    | 3       | +7      | 9       |
| 2       | Echa Lolo          | 3       | +1      | 4       |
| 3       | Deportivo Progreso | 3       | -2      | 3       |
| 4       | Municipal Apan     | 3       | -6      | 1       |

- Primera fecha
  - Estadio:
  - Fecha:
  - vs

- - Estadio:
  - Fecha:
  - vs

- Segunda fecha
  - Estadio
  - Fecha:
  - vs

- - Estadio
  - Fecha:
  - vs

- Tercera fecha
  - Estadio
  - Fecha:
  - vs

- - Estadio
  - Fecha:
  - vs

| Grupo C | Grupo C              | Grupo C | Grupo C | Grupo C |
| Pos.    | Club                 | PJ      | DG      | PTS     |
| ------- | -------------------- | ------- | ------- | ------- |
| 1       | Defensor Cormis      | 3       | +6      | 9       |
| 2       | Alipio Ponce         | 3       | +3      | 6       |
| 3       | Muruhuay             | 3       | -1      | 3       |
| 4       | Deportivo Miraflores | 3       | -8      | 0       |

- Primera fecha
  - Estadio:
  - Fecha:
  - vs

- - Estadio:
  - Fecha:
  - vs

- Segunda fecha
  - Estadio
  - Fecha:
  - vs

- - Estadio
  - Fecha:
  - vs

- Tercera fecha
  - Estadio
  - Fecha:
  - vs

- - Estadio
  - Fecha:
  - vs

| Grupo D | Grupo D           | Grupo D | Grupo D | Grupo D |
| Pos.    | Club              | PJ      | DG      | PTS     |
| ------- | ----------------- | ------- | ------- | ------- |
| 1       | FBC Sacas         | 3       | +5      | 7       |
| 2       | Usibamba          | 3       | +5      | 7       |
| 3       | Cocaya            | 3       | -3      | 3       |
| 4       | Sport Dos de Mayo | 3       | -7      | 0       |

- Primera fecha
  - Estadio:
  - Fecha:
  - vs

- - Estadio:
  - Fecha:
  - vs

- Segunda fecha
  - Estadio
  - Fecha:
  - vs

- - Estadio
  - Fecha:
  - vs

- Tercera fecha
  - Estadio
  - Fecha:
  - vs

- - Estadio
  - Fecha:
  - vs

| Grupo E | Grupo E          | Grupo E | Grupo E | Grupo E |
| Pos.    | Club             | PJ      | DG      | PTS     |
| ------- | ---------------- | ------- | ------- | ------- |
| 1       | Atl. Chanchamayo | 3       | +7      | 7       |
| 2       | Deportivo Sucre  | 3       | +3      | 7       |
| 3       | Def. Concepción  | 3       | 0       | 3       |
| 4       | Social Yauli     | 3       | -10     | 0       |

- Primera fecha
  - Estadio:
  - Fecha:
  - vs

- - Estadio:
  - Fecha:
  - vs

- Segunda fecha
  - Estadio
  - Fecha:
  - vs

- - Estadio
  - Fecha:
  - vs

- Tercera fecha
  - Estadio
  - Fecha:
  - vs

- - Estadio
  - Fecha:
  - vs

## Segunda fase
Los equipos que obtenieron buen desempeño en la fase de grupos llegan a esta segunda fase con cuatro grupos A, B C y D con cuatro instituciones.
| Ckubes clasificados a la fase dos                            | Ckubes clasificados a la fase dos                                        | Ckubes clasificados a la fase dos                                       | Ckubes clasificados a la fase dos                                       |
| Grupo A                                                      | Grupo B                                                                  | Grupo C                                                                 | Grupo D                                                                 |
| ------------------------------------------------------------ | ------------------------------------------------------------------------ | ----------------------------------------------------------------------- | ----------------------------------------------------------------------- |
| - Atl. Chanchamayo - Echa Lolo - Muncipal usibamba - CD Meza | - Defensor Cormis - Municipal Perené - Defensor Concepción - CD Progreso | - Municipal Pangoa - Deportivo Sucre - Deportivo Muruhuay - Unión Sacas | - CD Alipio Ponce - Atlético Wanka - Juventud Cocaya - Municipal Huayre |

| Grupo A | Grupo A              | Grupo A | Grupo A | Grupo A |
| Pos.    | Club                 | PJ      | DG      | PTS     |
| ------- | -------------------- | ------- | ------- | ------- |
| 1       | Atlético Chanchamayo | 3       | +5      | 7       |
| 2       | Municipal usibamba   | 3       | +3      | 5       |
| 3       | Echa Lolo            | 3       | +1      | 4       |
| 4       | CD Meza              | 3       | -9      | 0       |

- Primera fecha
  - Estadio:
  - Fecha:
  - vs

- - Estadio:
  - Fecha:
  - vs

- Segunda fecha
  - Estadio
  - Fecha:
  - vs

- - Estadio
  - Fecha:
  - vs

- Tercera fecha
  - Estadio
  - Fecha:
  - vs

- - Estadio
  - Fecha:
  - vs

| Grupo B | Grupo B             | Grupo B | Grupo B | Grupo B |
| Pos.    | Club                | PJ      | DG      | PTS     |
| ------- | ------------------- | ------- | ------- | ------- |
| 1       | Defensor Cormis     | 3       | +5      | 7       |
| 2       | Defensor Concepción | 3       | +1      | 5       |
| 3       | Municipal Perené    | 3       | -1      | 3       |
| 4       | CD Progreso         | 3       | -5      | 1       |

- Primera fecha
  - Estadio:
  - Fecha:
  - vs

- - Estadio:
  - Fecha:
  - vs

- Segunda fecha
  - Estadio
  - Fecha:
  - vs

- - Estadio
  - Fecha:
  - vs

- Tercera fecha
  - Estadio
  - Fecha:
  - vs

- - Estadio
  - Fecha:
  - vs

| Grupo C | Grupo C            | Grupo C | Grupo C | Grupo C |
| Pos.    | Club               | PJ      | DG      | PTS     |
| ------- | ------------------ | ------- | ------- | ------- |
| 1       | Municipal Pangoa   | 3       | +2      | 7       |
| 2       | Deportivo Sucre    | 3       | +1      | 6       |
| 3       | Deportivo Muruhuay | 3       | -1      | 2       |
| 4       | Unión Sacas        | 3       | -2      | 1       |

- Primera fecha
  - Estadio:
  - Fecha:
  - vs

- - Estadio:
  - Fecha:
  - vs

- Segunda fecha
  - Estadio
  - Fecha:
  - vs

- - Estadio
  - Fecha:
  - vs

- Tercera fecha
  - Estadio
  - Fecha:
  - vs

- - Estadio
  - Fecha:
  - vs

| Grupo D | Grupo D          | Grupo D | Grupo D | Grupo D |
| Pos.    | Club             | PJ      | DG      | PTS     |
| ------- | ---------------- | ------- | ------- | ------- |
| 1       | Atlético Wanka   | 3       | +6      | 9       |
| 2       | Alipio Ponce     | 3       | +8      | 6       |
| 3       | Municipal Huayre | 3       | -3      | 3       |
| 4       | Juventud Cocaya  | 3       | -11     | 0       |

- Primera fecha
  - Estadio:
  - Fecha:
  - vs

- - Estadio:
  - Fecha:
  - vs

- Segunda fecha
  - Estadio
  - Fecha:
  - vs

- - Estadio
  - Fecha:
  - vs

- Tercera fecha
  - Estadio
  - Fecha:
  - vs

- - Estadio
  - Fecha:
  - vs

## Tercera fase
En la tercera fase llegan ocho equipos procedentes de la fase dos en que se disputó todos contra todos en los grupos A, B, C y D y, tanto el primero como el segundo de la tabla de posiciones terminarán por enfrentarse en dos grupos A y B de cuatro equipos para deesa forma accedieron los dos primeros de la tabla a jugar el cuadrangular final.
Atlético Chanchamayo,
Alipio Ponce,
Defensor Concepción,
Defensor Cormis,
Usibamba,
Deportivo Pangoa,
Atlético Wanka,
Deportivo Sucre.
| Equipos clasificados de segunda fase                                          | Equipos clasificados de segunda fase                                       |
| Grupo A                                                                       | Grupo B                                                                    |
| ----------------------------------------------------------------------------- | -------------------------------------------------------------------------- |
| - Atlético Chanchamayo - Deportivo Sucre - Alipio Ponce - Defensor Concepción | - Atlético Wanka - Municipal Usibamba - Defensor Cormis - Municipal Pangoa |

### Grupo A
| Grupo A | Grupo A              | Grupo A | Grupo A | Grupo A | Grupo A |
| Pos.    | Club                 | PJ      | PG      | DG      | PTS     |
| ------- | -------------------- | ------- | ------- | ------- | ------- |
| 1       | Deportivo Sucre      | 3       | 2       | +2      | 6       |
| 2       | Atlético Chanchamayo | 3       | 2       | +1      | 6       |
| 3       | Defensor Concepción  | 3       | 1       | -1      | 3       |
| 4       | Alipio Ponce         | 3       | 1       | -2      | 3       |

- Primera jornada
  - Estadio: Municipal de San Ramón
  - Fecha: domingo 1 de septiembre de 2024
  - Atlético Chanchamayo  3 vs  2 Deportivo Sucre

- - Estadio: Municipal de Mazamari
  - Fecha: domingo 1 de septiembre de 2024
  - Alipio Ponce 3 vs 2 Defensor Concepción

- Segunda jornada
  - Estadio: Richard Muller Vozeler
  - Fecha: miércoles 4 de septiembre de 2024
  - Defensor Concepción 1 vs 0 Atlético Chanchamayo

- - Estadio: Mariscal Castilla
  - Fecha: miércoles 4 de septiembre de 2024
  - Deportivo Sucre 3 vs 1 Alipio Ponce

- Tercera jornada
  - Estadio Malaquías Cóndor Aire
  - Fecha:
  - Atlético Chanchamayo 1 vs 0 Alipio Ponce

- - Estadio Monumental de Jauja
  - Fecha:
  - Deportivo Sucre 1 vs 0 Defensor Concepción

### Grupo B
| Grupo B | Grupo B            | Grupo B | Grupo B |
| Pos.    | Club               | PJ      | PTS     |
| ------- | ------------------ | ------- | ------- |
| 1       | Muncipal Pangoa    | +4      | 7       |
| 2       | Municipal Usibamba | -1      | 6       |
| 3       | Atlético Wanka     | -1      | 2       |
| 4       | Defensor Cormis    | -2      | 1       |

- Primera jornada
  - Estadio: Mariscal Castilla
  - Fecha: domingo 1 de septiembre de 2024
  - Atlético Wanka  1 vs  2 Municipal Usibamba

- - Estadio: Monumental de Jauja
  - Fecha: domingo 1 de septiembre de 2024
  - Defensor Cormis 2 vs 3 Muncipal Pangoa

- Segunda jornada
  - Estadio: Richard Muller
  - Fecha: miércoles 4 de septiembre de 2024
  - Municipal Usibamba 1 vs 0 Defensor Cormis

- - Estadio: Municipal de Mazamari
  - Fecha: miércoles 4 de septiembre de 2024
  - Municipal Pangoa 2 vs 2 Atlético Wanka

- Tercera jornada
  - Estadio Malaquías Cóndor Aire
  - Fecha:
  - Municipal Usibamba 0 vs 3 Municipal Pangoa

- - Estadio Monumental de Jauja
  - Fecha:
  - Atlético Wanka 0 vs 0 Defensor Cormis

## Cuadrangular final
El cuadrangular final juninense cuenta con cuatro equipos provenientes de la tercera fase: Atl. Chanchamayo de la provincia de Chanchamayo, Pangoa de la provincia de Satipo, Sucre de la provincia de Huancayo y Usibamba de la provincia de Concepción.
| - Pangoa - Usibamba - Atlético Chanchamayo - Deportivo Sucre |

| Fase final | Fase final           | Fase final | Fase final | Fase final | Fase final | Fase final | Fase final | Fase final | Fase final |
| Pos.       | Club                 | PJ         | PG         | PE         | PP         | GF         | GC         | DG         | PTS        |
| ---------- | -------------------- | ---------- | ---------- | ---------- | ---------- | ---------- | ---------- | ---------- | ---------- |
| 1          | Pangoa               | 3          | 1          | 2          | 0          | 1          | 1          | +2         | 5          |
| 2          | Deportivo Sucre      | 3          | 1          | 2          | 0          | 1          | 1          | +1         | 5          |
| 3          | Usibamba             | 3          | 0          | 2          | 0          | 1          | 1          | -1         | 2          |
| 4          | Atlético Chanchamayo | 3          | 0          | 2          | 0          | 1          | 1          | -2         | 2          |

- Primera fecha
  - Estadio: Malaquías Cóndor - Pichanaqui
  - Fecha: 15 de septiembre de 2024
  - Atl. Chanchamayo (0:0) Usibamba

- - Estadio: Malaquías Cóndor - Pichanaqui
  - Fecha: 15 de septiembre de 2024
  - Pangoa (0:0) Deportivo Sucre

- Segunda fecha
  - Estadio: Monumental de Jauja - Jauja
  - Fecha: domingo 22 de septiembre de 2024
  - Deportivo Sucre (1:1) Atlético Chanchamayo

- - Estadio: Monumental de Jauja
  - Fecha: domingo 22 de septiembre de 2024
  - Usibamba (1:1) Pangoa

- Tercera fecha
  - Estadio: Monumental de jauja - jauja
  - Fecha: domingo 29 de septiembre de 2024
  - Atlético Chanchamayo (2: 3) Pangoa

- - Estadio: Monumental de jauja - jauja
  - Fecha: domingo 29 de septiembre de 2024
  - Usibamba( 0: 1) Deportivo Sucre

## Final
- Estadio: Munumental de Jauja - Jauja
- Fecha: domingo 6 de octubre de 2024
- Pangoa (1:0) Deportivo Sucre